# Aciphylla subflabellata
Aciphylla subflabellata is een soort uit de schermbloemenfamilie (Apiaceae). De soort komt voor op het Zuidereiland van Nieuw-Zeeland, van zuidoostelijk Marlborough tot in Southland. Hij groeit in montane en subalpiene gebieden tussen de 300-1400 meter hoogte, waar hij meestal aangetroffen wordt op droge plaatsen op alluviale terrassen, op zacht glooiende hellingen, op colluvium, op intermontane bekkens tussen korte of hoge graspollen en nabij struikgewas.